# Perigea agnonia
Perigea agnonia är en fjärilsart som beskrevs av Druce 1890. Perigea agnonia ingår i släktet Perigea och familjen nattflyn. Inga underarter finns listade i Catalogue of Life.